# مسجد جامع میبد و گنبد امام حسن
مسجد جامع میبد و گنبد امام‌حسن مربوط به سده‌های میانی دوران‌های تاریخی پس از اسلام است و در مرکز شهر میبد واقع شده و این اثر در تاریخ ۲ خرداد ۱۳۵۶ با شمارهٔ ثبت ۱۳۴۷ به‌عنوان یکی از آثار ملی ایران به ثبت رسیده است.